# Matour
Matour ist eine französische Gemeinde mit 1.159 Einwohnern (Stand: 1. Januar 2022) im Département Saône-et-Loire in der Region Bourgogne-Franche-Comté. Die Gemeinde befindet sich im Arrondissement Mâcon und gehört zum Kanton La Chapelle-de-Guinchay (bis 2015: Kanton Matour).

## Geographie
Matour liegt etwa 27 Kilometer westlich von Mâcon. Umgeben wird Matour von den Nachbargemeinden Dompierre-les-Ormes im Norden, Trambly im Osten und Nordosten, Saint-Pierre-le-Vieux im Osten und Südosten, Saint-Bonnet-des-Bruyères im Süden, Aigueperse im Südwesten, Gibles im Westen sowie Montmelard im Nordwesten.

## Bevölkerungsentwicklung
| Jahr                      | 1962 | 1968 | 1975 | 1982 | 1990 | 1999 | 2006 | 2013 |
| Einwohner                 | 1101 | 1206 | 1207 | 1231 | 1003 | 998  | 1065 | 1048 |
| Quelle: Cassini und INSEE |      |      |      |      |      |      |      |      |

## Sehenswürdigkeiten
- Kirche
- Haus des kulturellen Erbes im Burgund

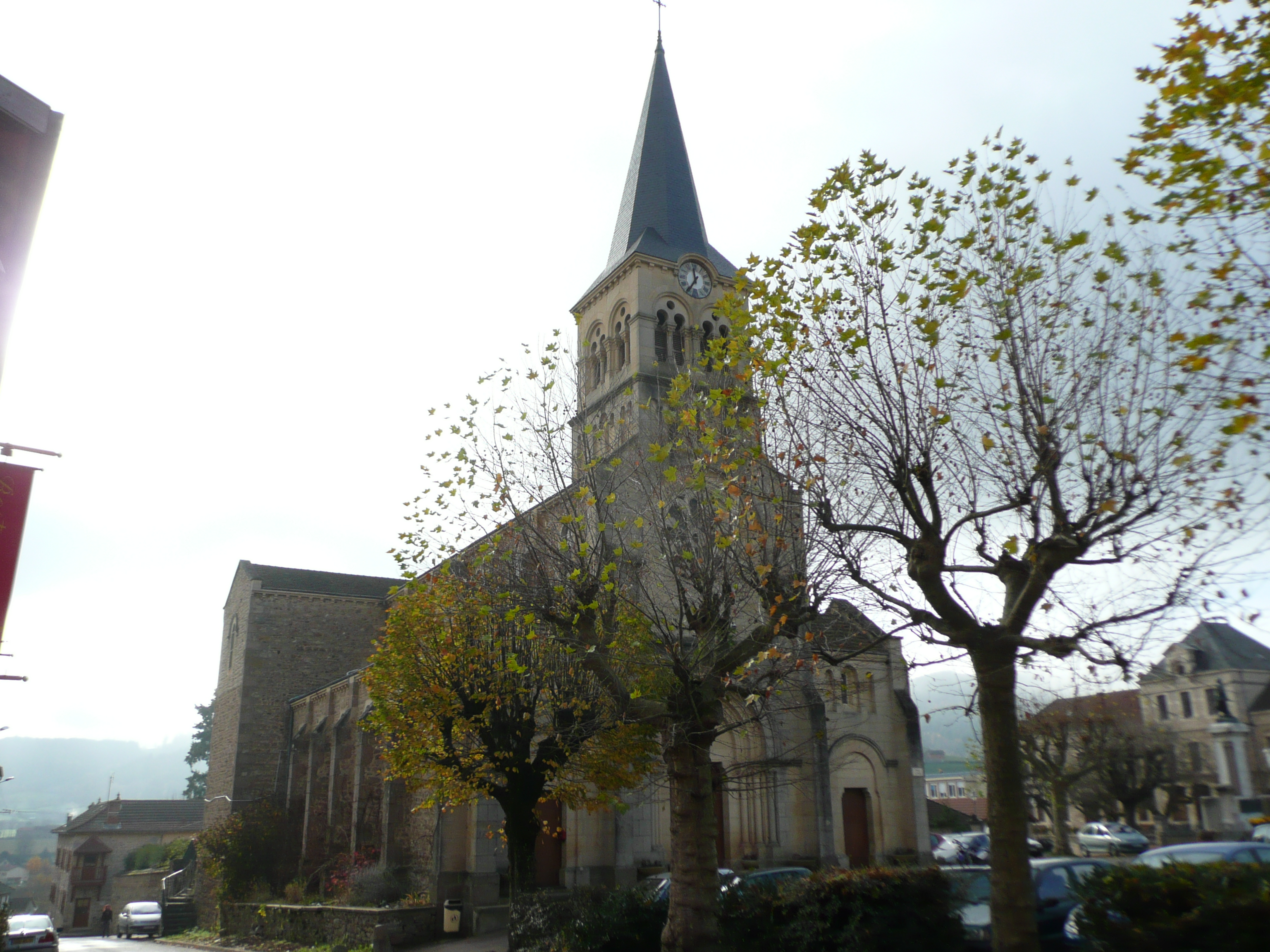
Kirche
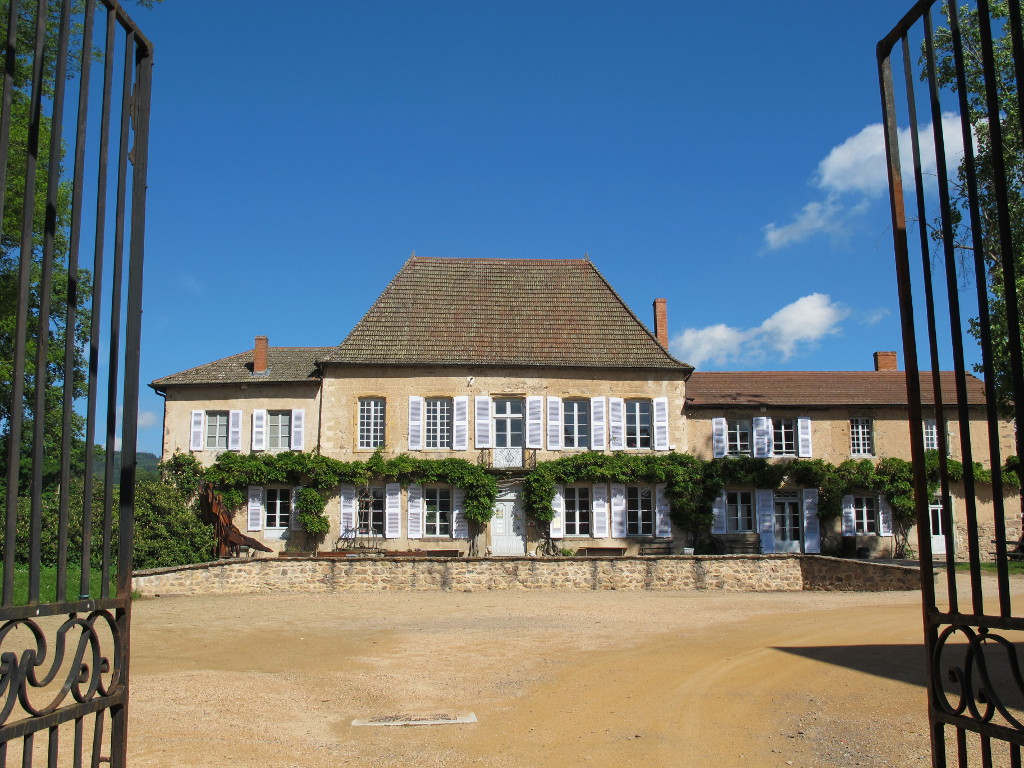
Haus des kulturellen Erbes